# Zsigmond József (néprajzi szakíró)
Zsigmond József (álnevei: Magyari József, Magyari Zs. József, Zs. J.; Magyaró, 1919. augusztus 31. – Marosvásárhely, 2001. szeptember 30.) erdélyi magyar néprajzi, erdészeti szakíró.

## Életútja
Elemi iskoláit szülőfalujában végezte, majd 1940-ig erdőmunkás volt a Görgényi- és a Kelemen-havasokban. Katonai szolgálata idején magántanulóként elvégezte a marosvásárhelyi Kőrösi Csoma Sándor Polgári Fiúiskolát (1944), később a Bolyai Farkas Líceumban érettségizett (1961). 
Megjárta a keleti frontot, ahol hadifogságba került, s 1948-ig Szibériában raboskodott. E négy év szenvedéseit elevenítette fel naplója: Apám nyomán Szibériában (Marosvásárhely, 2001). 
Hazatérve Marosvásárhelyen az MNSZ megyei szervezeténél dolgozott tisztviselőként; 1950-től a marosvásárhelyi Faipari Tröszt alkalmazottja: egység-, majd osztályvezető, Ratosnyán, ill. Szovátán az ottani részlegek igazgatója (1953–59). Közben a csíkszeredai Faipari Technikum levelező tagozatán erdőmesteri oklevelet szerzett (1958). 1968-tól betegnyugdíjas.

## Munkássága
Első közlése egy lelkészbúcsúztató volt a Magyar Népben (1944/1); 1958-tól több mint 200 erdészeti tárgyú cikket közölt hazai lapokban; 1958–61 között előadásokat írt erdészeti továbbképző tanfolyamok részére a fakitermelés gépesítéséről, a fa komplex felhasználásáról és értékesítéséről. 1956–59 között szerkesztette a Szovátán megjelenő Erdei Visszhang című üzemi lapot.
Több évtizeden át gyűjtötte a szülőfaluja népéletére és néphagyományaira vonatkozó anyagot, míg 1970-ben az Új Életben és a Vörös Zászló c. napilapban (1971–72) hozzákezdett közzétételéhez. A falu népéletéről, népszokásairól szóló közlései a Művelődésben (1971–72), a Népismereti Dolgozatok 1978-as, 1980-as és 1994-es köteteiben, a Korunk 1979-es Évkönyvében, valamint a KJNT 1. (Kolozsvár, 1993), 3. (Kolozsvár, 1995) és 7. (Kolozsvár, 1999) Évkönyvében jelentek meg.
Magyarói havasolók c. témás táncjátékát a Művelődés Játékszín melléklete közölte (1980/1).

## Kötetei
- Magyaró énekes népzenéje (Palkó Attilával, Jagamas János közzétételében, Bukarest, 1984)
- Felső-Maros-vidéki varrottasok Palkó Attilával és Portik Irénnel, Bukarest, 1985)
- Magyaró néphagyományaiból. Szemelvények (Palkó Attilával, Marosvásárhely, 1996)
- Palkó Attila–Zsigmond József: Magyaró hétköznapjai. Népi foglalkozások, mesterségek; Mentor, Marosvásárhely, 1998
- Apám nyomán Szibériában. Az én háborúm és fogságom történetéből, 1944–1948; szerk., szöveggond. Szőcs Katalin; Mentor, Marosvásárhely, 2002

## Kéziratban maradt munkái
- A sóvidéki erdőgazdálkodás és faipar története
- A népi vadfogás Felső-Maros-menti emlékei
- A magyarói népi táplálkozás gazdasági és társadalmi vonatkozásai